# Bohdanovce nad Trnavou
Bohdanovce nad Trnavou es un municipio del distrito de Trnava en la región de Trnava, Eslovaquia, con una población estimada a final del año 2024 de 1529 habitantes.
Se encuentra ubicado en el centro de la región, cerca del río Váh (cuenca hidrográfica del Danubio) y de la frontera con la región de Bratislava.

## Demografía
| Año        | 1994 | 2004    | 2014     | 2024     |
| ---------- | ---- | ------- | -------- | -------- |
| Población  | 936  | 969     | 1306     | 1529     |
| Diferencia |      | +3,52 % | +34,77 % | +17,07 % |

| Año        | 2023 | 2024    |
| ---------- | ---- | ------- |
| Población  | 1532 | 1529    |
| Diferencia |      | −0,19 % |